# Iwan Osipowicz de Witt
 (novembre 2024).
Ivan Osipowicz de Witt ( russe : Иван Осипович де Витт) né Jan de Witte (né le 3 ou  14 juin 1781 à Kamianets-Podilskyi, décédé 21 juin 1840, Saint-Pétersbourg ) - Général de cavalerie russe, gouverneur de guerre de Varsovie à partir de 1831, comte.

## Biographie
Il est le fils du commandant polonais de la forteresse de Kamieniec Podolski, Józef Zefiryn de Witte, et de son épouse Zofia Glavani . Après avoir divorcé de son père, sa mère a épousé Szczęsny Potocki, un habitant de Targowica. Le père de Jan est entré au service russe, mais lui et son fils sont restés catholiques jusqu'à la fin de leur vie. En 1792, il est enrôlé dans la Garde Impériale. Après avoir obtenu son diplôme des écoles militaires, il est nommé officier. Il est promu rapidement. Il participe aux guerres napoléoniennes. Blessé lors de la bataille d'Austerlitz en 1805. Licencié en 1807, il est recruté et agit comme agent de renseignement polonais en Russie. En 1809, il rejoint les côtés de Napoléon , officiellement en tant qu'officier supérieur, mais en réalité officier du renseignement. Recruté par le contre-espionnage russe, il opère de manière multilatérale pour les besoins de la Russie, de la France et de la Pologne. En juin 1812, il rejoint l'armée russe et participe à la guerre défensive contre Napoléon. Il participe aux campagnes saxonnes et françaises de 1813-1814. En 1818, général de division - commandant de la brigade de cavalerie, promu pour espionnage des mouvements révolutionnaires en Ukraine et en Pologne.En 1823, il devient commandant du 3e corps de cavalerie de réserve. Il participa à la guerre russo-turque de 1828-1829. À partir de 1829 dans l'entourage impérial, colonel général (armes). À partir de 1831, commandant du Corps. À la tête des corps subordonnés, il participe à la répression de l'insurrection de novembre. Lors de la prise de Varsovie en 1831, il est blessé au genou à Wola.Le 10 septembre 1831, nommé gouverneur de guerre de Varsovie  et préside les enquêtes et les procès des insurgés. En 1833, à la demande du gouverneur du Royaume de Pologne, le maréchal Ivan Paskevich , il crée à Varsovie la Commission d'enquête sur les criminels politiques, rebaptisée en 1834 Commission d'enquête du commandant suprême de l'armée d'active et du chef de l'armée d'active. Ses tâches consistaient notamment à traquer les complots politiques au sein du Royaume de Pologne et ses relations avec l'étranger. Il est devenu célèbre pour sa cruauté et sa cruauté. Il tomba en disgrâce auprès du tsar en raison d'abus et d'une conduite scandaleuse, culminant avec sa liaison avec Karolina Sobańska . En 1838, il est nommé inspecteur des réserves de cavalerie. Méprisé par les Russes, il meurt à Saint-Pétersbourg.